# 1859 en arts plastiques
| Années des arts plastiques : 1856 - 1857 - 1858 - 1859 - 1860 - 1861 - 1862    |
| Décennies des arts plastiques : 1820 - 1830 - 1840 - 1850 - 1860 - 1870 - 1880 |

Cette page concerne l'année 1859 en arts plastiques.

## Événements
- Création de la chaise no 14 du viennois Michael Thonet, la « chaise bistrot » en bois cintré, considérée comme le premier objet design de l'histoire, diffusée à 50 millions d'exemplaire de 1859 à 1930[1].
- Du 29 avril au 23 mai, l'exposition du tableau The Heart of the Andes de l'artiste américain Frederic Edwin Church, à New York, entraîne une participation sans précédent pour la présentation d'une peinture isolée aux États-Unis : plus de 12 000 personnes ont payé un droit d'entrée de 25 c pour voir l'oeuvre[2].
- Salon parisien de 1859

## Œuvres
- Le Buveur d'absinthe : peinture à l'huile d'Édouard Manet.

Le Buveur d'absinthe, d'Édouard Manet
1858-1859
Ny Carlsberg Glyptotek, Copenhague.

- Approaching Thunder Storm, huile sur toile de Martin Johnson Heade.
- The Heart of the Andes, tableau de Frederic Edwin Church

## Naissances
- 1er janvier : Paul Denarié, peintre français († 25 février 1942),
- 4 janvier : Ferdinand-Léon Ménétrier, peintre, graveur, lithographe et imprimeur français († 30 mai 1880),
- 22 janvier : Wincenty Trojanowski, peintre, médailleur et historien de l'art polonais († 19 octobre 1928),
- 2 février : Étienne Azambre, peintre français († 1933),
- 10 février : Élisée Bourde, peintre française († 17 juillet 1935),
- 14 février : Julien Thibaudeau, peintre français († 8 septembre 1943),
- 25 février : Henri-Georges Chartier, peintre français († 8 septembre 1924),
- 28 février : Georges Busson, peintre français († juillet 1933),
- 22 mars : Georges Darnet, peintre français († 30 octobre 1936),
- 24 mars : Ludovic Alleaume, peintre, graveur et illustrateur français († 14 janvier 1941),
- 5 avril : Gaston de Latenay,peintre, aquarelliste et graveur français († 12 juin 1945),
- 19 avril :
  - Joseph Coront, peintre français († 26 mars 1934),
  - Édouard Darviot, peintre français († 21 août 1921),
- 22 avril : Ottilie Roederstein, peintre suisse († 26 novembre 1937),
- 27 avril : Bernard-Joseph Artigue, peintre français († 4 juin 1936),
- 1er mai : Jacqueline Comerre-Paton, peintre française († 1955),
- 5 mai : Charles Curtelin, peintre français († 6 octobre 1960),
- 13 mai : Théodor Axentowicz, peintre et professeur d'université polonais d'origine arménienne († 26 août 1938),
- 20 mai : Paul-Armand Girardet, peintre et graveur français († 3 avril 1915),
- 21 mai : Otto Hupp, héraldiste, dessinateur et graveur allemand († 31 janvier 1949),
- 6 juin : Jules-Justin Claverie, peintre paysagiste français († 1932),
- 8 juin : Ernest Laurent, peintre français († 25 juin 1929),
- 9 juin : Pauline Delacroix-Garnier, peintre française († 8 février 1912),
- 16 juin : Paja Jovanović, peintre réaliste serbe puis yougoslave († 30 novembre 1957),
- 18 juin : Piotr Tselebrovski, peintre de paysages, de personnages et de scènes historiques russe († 10 mai 1921),
- 21 juin : Henry Ossawa Tanner, peintre afro-américain († 25 mai 1937),
- 25 juin : Adelia Armstrong Lutz, peintre américaine († 17 novembre 1931),
- 9 juillet : Emilio Longoni, peintre italien († 29 novembre 1932),
- 26 juillet : Virginie Demont-Breton, peintre française († 10 janvier 1935),
- 30 juillet : Gustave Popelin, peintre et photographe français  († 1937),
- 2 août : Georges-Antoine Rochegrosse, peintre, décorateur, illustrateur et graveur français  († 11 juillet 1938),
- 9 août : Alphonse Bausback, sculpteur français († 5 janvier 1885
- 15 août : Ferdinand Bac, écrivain, dessinateur, caricaturiste, décorateur, peintre, ferronnier, paysagiste et lithographe français († 18 novembre 1952),
- 19 août : Henri Lanos, dessinateur, peintre, aquarelliste et illustrateur français († 6 janvier 1929),
- 29 août : Marius Gourdault, peintre impressionniste français († 13 avril 1935),
- 1er septembre : Pierre Comba, peintre français († 29 juillet 1934),
- 2 septembre : Firmin Bouisset, illustrateur, lithographe et affichiste français († 19 mars 1925),
- 7 septembre : Paul Gervais, peintre français († 11 mars 1944),
- 8 septembre : Eugène Viala, peintre et aquafortiste français († 5 mars 1913),
- 9 septembre : Carsten Ravn, peintre, affichiste, lithographe et dessinateur danois († 3 mai 1914),
- 19 septembre : Henri Charrier, peintre français († 6 janvier 1950),
- 3 octobre : Karin Larsson, artiste textile et peintre suédoise († 12 février 1928),
- 4 octobre : Vittorio Matteo Corcos, peintre italien († 8 novembre 1933),
- 7 octobre : Gustav Wentzel, peintre norvégien († 10 février 1927),
- 8 octobre : William Blair Bruce, peintre canadien († 17 novembre 1906),
- 17 octobre : Eugenio Zampighi, peintre et photographe italien († 1944),
- 27 octobre : Marie Fournets-Vernaud, peintre française († 31 mars 1939),
- 31 octobre : Marie Bermond, peintre et dessinatrice française († 18 mai 1941),
- 7 novembre : Henry Bouvet, peintre français († 1945),
- 15 novembre : Victor Le Baube, peintre français († 29 septembre 1933),
- 20 novembre : Théophile Alexandre Steinlen, artiste anarchiste suisse naturalisé français, peintre, graveur, illustrateur, affichiste et sculpteur († 14 décembre 1923),
- 30 novembre : Paul Thomas, peintre fançais († 8 décembre 1940),
- 2 décembre :
  - Étienne Moreau-Nélaton, peintre, céramiste, affichiste, collectionneur et historien d'art français († 25 avril 1927),
  - Georges Seurat, peintre français († 29 mars 1891),
- 17 décembre :
  - Nikolaï Doubovskoï, peintre de paysages russe († 28 février 1918),
  - Paul César Helleu, peintre français († 23 mars 1927),
  - Ettore Tito, sculpteur et peintre italien († 26 juin 1941),
- 21 décembre : Étienne Moreau-Nélaton, peintre, céramiste, affichiste, collectionneur et historien d'art français († 25 avril 1927),
- 25 décembre :
  - Nikolaï Kassatkine, peintre et professeur russe puis soviétique († 17 décembre 1930),
  - Johannes Anthonius Moesman, lithographe, illustrateur, aquarelliste et photographe néerlandais († 9 janvier 1937),
  - Anna Palm de Rosa, peintre suédoise († mai 1924),

- ? :
  - Élisa Beetz-Charpentier, sculptrice, médailleuse et peintre franco-belge († 1949),
  - Benoît Benoni-Auran, peintre français († 1944),
  - Giovanni Cingolani, peintre et restaurateur artistique italien († 23 avril 1932),
  - Giovacchino Gamberini, peintre italien († après 1904),
  - Jules Hénault, peintre, caricaturiste, lithographe et illustrateur français († 1909),
  - Noémie Schmitt, miniaturiste française († 1916),
  - Henry Jones Thaddeus, peintre irlando-britannique († 1er mai 1929),
  - Emma Maria Walrond, peintre néo-zélandaise († 10 octobre 1943).

## Décès
- 6 février : Sophie Vincent-Calbris, peintre française (° 1822),
- 3 mars : Cornelis Cels, peintre belge (° 10 juin 1778),
- 22 avril : Edward Villiers Rippingille peintre anglais,
- 27 avril : Auguste Rolland, architecte et pastelliste animalier français  (° 4 juin 1797),
- 6 mai : Erik Wilhelm le Moine, peintre suédo-finlandais (° 16 avril 1780),
- 15 mai : Lancelot Théodore Turpin de Crissé, peintre et collectionneur d'art français (° 9 juillet 1782),
- 27 août : Catharine Hermine Kølle, écrivaine et artiste norvégienne (° 29 février 1788),
- 13 novembre : Ernesta Legnani, graveuse et peintre italienne (° 18 juin 1788),
- 18 novembre : Théodore Richard, peintre français (° 24 novembre 1782),
- 23 novembre : James Ward, peintre et graveur britannique  (° 23 octobre 1769),
- 7 décembre : Placido Fabris, peintre italien (° 26 août 1802),
- ? :
  - Samuel Lacey, graveur britannique (° 1786),
  - José de Madrazo y Agudo, peintre espagnol (° 22 avril 1781),
  - Cesare Poggi, peintre italien (° 1803).
- vers 1859 : 
  - Giuseppe Badiali, peintre et scénographe italien. (° vers 1797).